# Guilty Pleasures LOVE
『Guilty Pleasures LOVE』（ギルティ・プレジャース・ラブ）は、スコット・マーフィー（Scott Murphy）のアルバムである。

品番：UPCH-1754

## 概要
元アリスターのスコット・マーフィーによるカバー・アルバム。『Guilty Pleasures 3』の続編。

## 収録曲
1. 未来予想図 II ～VERSION’07～
  - 原曲はドリームズ・カム・トゥルーの「未来予想図 II」。
2. うる星やつらのテーマ ～ラムのラブソング～
  - 原曲はうる星やつらのテーマである「ラムのラブソング」。
3. SAY YES
  - 原曲はチャゲ＆飛鳥の「SAY YES」。
4. 長い間
  - 原曲はkiroroの「長い間」。
5. 君がいるだけで
  - 原曲は米米CLUBの「君がいるだけで」。
6. 君のすべてに (RADIO EDIT)
  - 原曲はSpontaniaの「君のすべてに」。
7. fragile
  - 原曲はEvery Little Thingの「fragile」。
8. なごり雪
  - 原曲はかぐや姫の「なごり雪」。
9. Until You Wake
  - ボーナストラック。このアルバム唯一のスコット・マーフィーによるオリジナルソング。